# Stylidium turleyae
Stylidium turleyae este o specie de plante dicotiledonate din genul Stylidium, familia Stylidiaceae, ordinul Asterales, descrisă de Allen Lowrie și Amp; Kenneally. Conform Catalogue of Life specia Stylidium turleyae nu are subspecii cunoscute.